# Paul Golding
Paul Golding, född 25 januari 1982, är en brittisk politisk ledarfigur. Han har varit ledare för Britain First, ett högerextremt brittiskt fascistiskt och nyfascistiskt politiskt parti och hatgrupp som bildades 2011 av tidigare medlemmar av British National Party (BNP). Gruppen grundades av Jim Dowson, en abortmotståndare och högerextrem kampanjare. Han växte upp i Erith.
I december 2016 dömdes Golding till åtta veckors fängelse för att ha brutit mot ett domstolsbeslut som förbjöd honom att gå in i en moské eller uppmuntra andra att göra detsamma i England och Wales. Under hans frånvaro tog Jayda Fransen, vice ledaren, tillfälligt över partiets ledning.
Den 7 mars 2018 dömdes och fängslades både Golding och Fransen för trakasserier. Dessa domar var relaterade till deras handlingar och uttalanden riktade mot religiösa minoriteter, särskilt muslimer.

## Politisk karriär

### Brittiska nationalpartiet
Golding var fullmäktigeledamot i Sevenoaks distrikt för British National Party (BNP) för St Mary's Ward i Swanley från 2009 till 2011. Han var också kommunikationsansvarig för partiet. Han ställde upp som BNP-kandidat för Sevenoaks i parlamentsvalet 2010 och fick 2,8 % av rösterna. År 2008 rapporterades det att Golding hade uteslutits från BNP för att ha fysiskt attackerat Lawrence Rustem, en BNP-fullmäktigeledamot i Barking Borough Council som är halvturkisk. Golding hade tidigare varit medlem i den nynazistiska Nationella fronten och deltog en gång i en minnesstund på minnesdagen med kvinnoklädsel på huvudet.

### Britain First
Han ställde upp i lokalvalet 2014 och som ledande kandidat för Britain First i Europaparlamentsvalet 2014 för Wales; partiet fick 0,9 % av rösterna. Som ledare för Storbritannien blev First Golding den ledande antimuslimska gaturörelsen counterjihad.
I maj 2015 hotade Golding att begrava en gris på platsen för den föreslagna moskén i Dudley, i tron att detta skulle förorena platsen och göra den olämplig. Vid Britain First Annual Conference i november 2015 ledde Golding och hans dåvarande ställföreträdare, Jayda Fransen, mötet där man enades om ett antal policyer, inklusive att förbjuda media att använda ordet "rasism" och att avskaffa BBC.
Golding ställde upp som kandidat i borgmästarvalet i London 2016. Han kom åttonde med 31 372 röster (1,2 % av de avgivna) medan Labours Sadiq Khan valdes till borgmästare. Under Khans segertal vände han ryggen åt den nyvalde borgmästaren. Golding förnekade att hans protest var rasistiskt motiverad och sa: "Jag vände honom ryggen eftersom han är en vidrig man. Den extremvänsterns galna utkant inom Labour har tagit över med Corbyn." Han var också den andra kandidaten på den regionala listan för det samtidigt förekommande valet till Londons parlament, även om partiet slutade nia totalt med 1,5 % av alla avgivna röster.
I juni 2020 talade Golding vid en högerextrem protest i centrala London.
I april 2023 tillkännagav han sin kandidatur till lokalvalet i maj, och ställde upp i Swanscombe-distriktet i Dartford Borough Council. Golding kom sist av alla kandidater och fick 107 röster.

### Konservativa partiet
I december 2019 meddelade Golding att han var en betalande medlem i Bexleyheath and Crayford Conservative Association. Han förklarade att han avsåg att "bidra till att stärka Boris Johnsons kontroll över ledarskapet, så att vi kan uppnå Brexit och förhoppningsvis minska invandringen och konfrontera radikal islam". Kort efter tillkännagivandet sa en taleskvinna för Torypartiet att "Paul Goldings ansökan om medlemskap i det konservativa partiet inte har godkänts." I januari 2020 släppte Golding ett brev som han hade fått från det konservativa partiet, där han informerade honom om att hans medlemskap hade avslagits.

## Juridiska problem
I maj 2014 arresterades Golding för skadegörelse och brott mot ordningen under en Al-Muhajiroun -protest utanför den indiska högkommissionen i London. I juli 2014 försökte han bli arresterad på Bexleyheath polisstation för en incident vid Crayford-moskén, men misslyckades, en handling som allmänt anses vara ett PR-trick för att samla in pengar.
I augusti 2014 anklagade Advertising Standards Authority Britain First för att olagligt ha använt en bild av den kungliga kronan i sin logotyp och beordrade att alla bilder av kronan skulle tas bort från Britain Firsts officiella webbplats, marknadsföringsmaterial och varor "med omedelbar verkan". Golding svarade med att kalla ASA för en "tandlös maktlös quango som ingen bryr sig om" och vägrade att ändra Britain Firsts logotyp.
I mars 2015 arresterades han misstänkt för misshandel under en Britain First-marsch i Derby, liksom en motståndare som Golding påstod misshandlade honom. Även 2015 dömdes Golding för att ha trakasserat en kvinna, efter att av misstag ha kommit till hennes hem istället för till en mans hem som påstås ha kopplats till bombningarna i London 2005. Han befanns också skyldig till att ha burit en politisk uniform, ett brott enligt lagen om allmän ordning från 1936. Ett besöksförbud utfärdades mot Golding och han dömdes till böter för båda brotten.
I september 2017 arresterades Golding och den tillförordnade ledaren Jayda Fransen och åtalades för religiösa trakasserier. De släpptes båda mot borgen för att infinna sig inför Medway Magistrates i oktober 2017. Deras gripanden följde på en utredning av Kentpolisen om distribution av flygblad i Thanet- och Canterbury-områdena, och publicering av onlinevideor under en rättegång vid Canterbury Crown Court i maj 2017.

### Gripande och avgång i december 2016
I december 2016 dömdes Golding till åtta veckors fängelse för att ha brutit mot ett domstolsbeslut som förbjöd honom att gå in i en moské eller uppmuntra andra att göra detsamma i England och Wales. Nio dagar efter domstolsbeslutet körde Golding andra till en moské i Cardiff; de gick in och moskémedlemmarna tyckte att deras beteende var provocerande och oroande. De befarade att situationen kunde ha eskalerat om bönerna fortfarande hade pågått.
Ledarskapet för Britain First överfördes till den tidigare vice ledaren Jayda Fransen i november 2016. Fransen hävdade att Golding tog sex månaders ledighet som organisationens ledare "för att ta itu med några viktiga, personliga familjefrågor".
Den satiriska nyhetswebbplatsen The Rochdale Herald utnyttjade händelsen genom att bjuda in läsare att sponsra hans fängelsestraff för att samla in pengar till flyktingar.
Den 7 november 2017 dömdes Golding till 120 dagars villkorlig fängelsestraff och beordrades att utföra 200 timmars obetalt samhällsarbete av Sevenoaks Magistrates' Court efter att ha erkänt en anklagelse om misshandel genom misshandel. Han beordrades också att betala 750 pund i ersättning till sitt offer, plus 115 pund i offeravgift och 85 pund i åtalarkostnader. Sammanfattningsvis beskrev domaren Alan Austen det som "ett verkligt otäckt och brutalt överfall på offentlig plats".

### 2017 års gripande
I december 2017, under ett enligt uppgift besök i Belfast för att stödja Jayda Fransen, arresterades Golding av polisen i Nordirland för ett tal han höll i staden i augusti, och åtalades senare.

### Domen 2018
Den 7 mars 2018 befanns Fransen och Golding skyldiga till religiöst grov trakasserier vid Folkestone Magistrates' Court, till följd av en utredning gällande distributionen av flygblad år 2017 i Thanet- och Canterbury-områdena. Paret dömdes för en incident på en hämtmatsrestaurang i Ramsgate, Kent, där Fransen skrek "pedofil" och "utlänning", medan Fransen också dömdes för att ha närmat sig en felaktig adress som hon trodde tillhörde en muslimsk åtalad i en våldtäktsrättegång. De dömdes båda till fängelse, varav 9 månader för Fransen och 18 veckor för Golding.

### 2018 års gripande
I november 2018 åtalades Golding för ett antal brott relaterade till invandringskritiska flygblad som distribuerats i Ballymena, County Antrim, och åtalades för tre fall av publicering av skriftligt material som syftade till att uppvigla hat och ett fall av att ha använt hotfulla, kränkande, förolämpande ord eller beteende. I juni 2019 dömdes han till tre månaders fängelse, villkorligt beviljat i två år.

### Dom om terrorism 2020
I februari 2020 åtalades Golding enligt terroristlagen för att ha vägrat att förse polisen på Heathrow flygplats med PIN-koderna till sin telefon och dator. Golding stoppades på Heathrow flygplats i oktober 2019, när han återvände från en resa till det ryska parlamentet, av poliser från Metropolitan Polices antiterrorkommando. Han dömdes därefter till villkorlig frigivning i nio månader och ålades att betala ett offertillägg på 21 pund och 750 pund i rättegångskostnader.

## Påstådd sexuell attack
I slutet av 2017 anklagelser riktades mot Golding av en ung kvinna, som deltog i en av gruppens demonstrationer som protesterade mot sexuella övergrepp mot unga flickor, om att Golding hade utsatt henne för sexuella övergrepp. Graham Morris, en tidigare medlem i Britain First, hade hävdat att vice ledaren, Jayda Fransen, hade uppmuntrat offret att hålla tyst och sagt: "Jag kan ge dig allt du behöver, en plattform. Jag gör det här för dig, det där för dig." Den 11 juli 2018 lade Greater Manchester Police ner fallet.

## Donald Trump retweetar
Den 29 november 2017 retweetade USA:s president Donald Trump tre antimuslimska videor som Jayda Fransen delat på sitt Twitterkonto och som stödde hennes åsikter. Tre veckor senare, den 18 december, stängde Twitter av kontona för Golding, Fransen och Britain First för uppvigling till rashat. Senare gick de med och bad sina följare att använda den sociala nätverkstjänsten Gab, som skapats som ett alternativ till sociala nätverk som Facebook, Twitter och Reddit. År 2023 avblockerades Golding och Britain First på Twitter.

## Ifrågasatta val
Allmänna val i Storbritannien
| Valdatum | Valkrets  | Parti | Röster | %   | Resultat  |
| -------- | --------- | ----- | ------ | --- | --------- |
| 2010     | Sevenoaks | BNP   | 1 384  | 2,8 | Inte vald |

Val till Europaparlamentet
| År   | Område | Parti         | Röster | %   | Resultat  | Anteckningar                   |
| ---- | ------ | ------------- | ------ | --- | --------- | ------------------------------ |
| 2014 | Wales  | Britain First | 6 633  | 0,9 | Inte vald | Flermansvalkretsar; partilista |

Val av borgmästare i London
| År   | Parti         | Röster | %   | Resultat  |
| ---- | ------------- | ------ | --- | --------- |
| 2016 | Britain First | 31 372 | 1,2 | Inte vald |
| 2024 | Britain First | 20 519 | 0,8 | Inte vald |

Val till London Assembly
| År   | Parti         | Röster | %   | Resultat  |
| ---- | ------------- | ------ | --- | --------- |
| 2024 | Britain First | 32 085 | 1,3 | Inte vald |